# Амбарцумян Оганес Саркісович
Оганес Саркісович Амбарцумян (вірм. Հովհաննես Սարգիսի Համբարձումյան; нар. 4 жовтня 1990, Єреван) — вірменський футболіст, захисник македонського «Вардара» та національної збірної Вірменії.

## Клубна кар'єра
У дорослому футболі дебютував 2008 року виступами за команду клубу «Бананц», кольори якої захищає протягом шести сезонів.
Влітку 2014 року Амбарцумян підписав контракт з найтитулованішим клубом Македонії «Вардаром» і став виступати разом зі своїм співвітчизником і колишнім партнером по «Бананцу» Артаком Дашяном. В першу ж сезоні вони допомогли клубу в чергове виграти чемпіонат Македонії.

## Виступи за збірні
У 2008 році дебютував у складі юнацької збірної Вірменії, взяв участь у 7 іграх на юнацькому рівні.
Протягом 2009–2011 років залучався до складу молодіжної збірної Вірменії. На молодіжному рівні зіграв у 7 офіційних матчах.
У 2010 році дебютував в офіційних матчах у складі національної збірної Вірменії. Наразі провів у формі головної команди країни 3 матчі.

## Досягнення
- Чемпіон Вірменії (2):

«Бананц»: 2014
«Ноах»: 2025
- Віце-чемпіон Вірменії (1):

«Бананц»: 2010
- Володар Кубка Вірменії (1):

«Ноах»: 2025
- Фіналіст Суперкубку Вірменії (3):

«Бананц»: 2008, 2010, 2011
- Чемпіон Македонії (3):

«Вардар»: 2015, 2016, 2017
- Володар Кубка Кіпру (1):

«Анортосіс»:  2021